# Aphrophora rugosipennis
Aphrophora rugosipennis är en insektsart som beskrevs av Jacobi 1921. Aphrophora rugosipennis ingår i släktet Aphrophora och familjen spottstritar. Inga underarter finns listade i Catalogue of Life.